# Liste des conseillers départementaux du Val-de-Marne (2015-2021)
Pour un article plus général, voir Conseil départemental du Val-de-Marne.
Cet article présente la composition du Conseil départemental du Val-de-Marne ainsi que ses élus pour la mandature 2015-2021. Pour les élus des mandatures précédentes, voir la liste des conseillers généraux du Val-de-Marne, et, pour les élus actuels, liste des conseillers généraux du Val-de-Marne

## Composition du conseil départemental
| Parti                                | Sigle | Sigle | Élus |
| ------------------------------------ | ----- | ----- | ---- |
| Majorité (28 sièges)                 |       |       |      |
| Parti communiste français            |       | PCF   | 17   |
| Parti socialiste                     |       | PS    | 7    |
| Parti de gauche                      |       | PG    | 1    |
| Europe Écologie Les Verts            |       | EELV  | 1    |
| Mouvement républicain et citoyen     |       | MRC   | 1    |
| Divers gauche                        |       | DVG   | 1    |
| Opposition (22 sièges)               |       |       |      |
| Les Républicains                     |       | LR    | 19   |
| Union des démocrates et indépendants |       | UDI   | 1    |
| Mouvement démocrate                  |       | MoDem | 1    |
| Divers droite                        |       | DVD   | 1    |
| Président du Conseil départemental   |       |       |      |
| Christian Favier (PCF)               |       |       |      |

## Liste des conseillers départementaux
| Canton                             | Conseiller départemental    | Parti | Parti    | Autres mandats                                    |
| ---------------------------------- | --------------------------- | ----- | -------- | ------------------------------------------------- |
| Canton d'Alfortville               | Mohamed Chikouche           |       | PS       | Maire-adjoint d'Alfortville                       |
| Canton d'Alfortville               | Isabelle Santiago           |       | PS       | Maire-adjointe d'Alfortville                      |
| Canton de Cachan                   | Daniel Breuiller            |       | EÉLV     | Maire d'Arcueil                                   |
| Canton de Cachan                   | Hélène de Comarmond         |       | PS       | Maire-adjointe de Cachan                          |
| Canton de Champigny-sur-Marne-1    | Christian Favier            |       | PCF      | Président du Conseil départemental, Sénateur      |
| Canton de Champigny-sur-Marne-1    | Jeannick Le Lagadec         |       | FI       | Maire-adjointe de Champigny-sur-Marne             |
| Canton de Champigny-sur-Marne-2    | Alain Audhéon               |       | PCF      | -                                                 |
| Canton de Champigny-sur-Marne-2    | Marie Kennedy               |       | PCF      | Maire-adjointe de Champigny-sur-Marne             |
| Canton de Charenton-le-Pont        | Chantal Durand              |       | LR       | Maire-adjointe de Joinville-le-Pont               |
| Canton de Charenton-le-Pont        | Hervé Gicquel               |       | LR       | Maire de Charenton-le-Pont                        |
| Canton de Choisy-le-Roi            | Nathalie Dinner             |       | PCF      | Maire-adjointe de Villeneuve-Saint-Georges        |
| Canton de Choisy-le-Roi            | Didier Guillaume            |       | PCF      | Maire de Choisy-le-Roi                            |
| Canton de Créteil-1                | Abraham Johnson             |       | PS       | Maire-adjoint de Créteil                          |
| Canton de Créteil-1                | Josette Sol                 |       | PS       | Maire-adjointe de Créteil                         |
| Canton de Créteil-2                | Bruno Helin                 |       | PS       | Conseiller municipal de Créteil                   |
| Canton de Créteil-2                | Brigitte Jeanvoine          |       | PS       | Maire-adjointe de Créteil                         |
| Canton de Fontenay-sous-Bois       | Sokona Niakhaté             |       | PCF      | Maire-adjointe de Fontenay-sous-Bois              |
| Canton de Fontenay-sous-Bois       | Gilles Saint-Gal            |       | PCF      | Ancien conseiller municipal de Fontenay-sous-Bois |
| Canton de L'Haÿ-les-Roses          | Fernand Berson              |       | LR       | Maire-adjoint de L'Haÿ-les-Roses                  |
| Canton de L'Haÿ-les-Roses          | Frédérique Pradier          |       | UDI      | Conseillère municipale de Fresnes                 |
| Canton d'Ivry-sur-Seine            | Lamya Kirouani              |       | PCF      | -                                                 |
| Canton d'Ivry-sur-Seine            | Pascal Savoldelli           |       | PCF      | -                                                 |
| Canton du Kremlin-Bicêtre          | Fatiha Aggoune              |       | PCF      | Conseillère municipale de Gentilly                |
| Canton du Kremlin-Bicêtre          | Alain Desmarest             |       | PCF      | Conseiller municipal de Gentilly                  |
| Canton de Maisons-Alfort           | Olivier Capitanio           |       | LR       | Maire-adjoint de Maisons-Alfort                   |
| Canton de Maisons-Alfort           | Marie-France Parrain        |       | LR       | Maire-adjointe de Maisons-Alfort                  |
| Canton de Nogent-sur-Marne         | Paul Bazin                  |       | LR       | Conseiller municipal du Perreux-sur-Marne         |
| Canton de Nogent-sur-Marne         | Déborah Münzer              |       | LR       | Maire-adjointe de Nogent-sur-Marne                |
| Canton d'Orly                      | Daniel Guérin               |       | MRC      | Conseiller régional                               |
| Canton d'Orly                      | Christine Janodet           |       | app EÉLV | Maire d'Orly                                      |
| Canton du Plateau briard           | Karine Bastier              |       | LR       | -                                                 |
| Canton du Plateau briard           | Pierre-Jean Gravelle        |       | LR       | -                                                 |
| Canton de Saint-Maur-des-Fossés-1  | Laurence Coulon             |       | LR       | Maire-adjointe de Saint-Maur-des-Fossés           |
| Canton de Saint-Maur-des-Fossés-1  | Jean-François Le Helloco    |       | LR       | Maire-adjoint de Saint-Maur-des-Fossés            |
| Canton de Saint-Maur-des-Fossés-2  | Jean-Daniel Amsler          |       | LR       | Maire-adjoint de Sucy-en-Brie                     |
| Canton de Saint-Maur-des-Fossés-2  | Marie-Christine Ségui       |       | LR       | Maire d'Ormesson-sur-Marne                        |
| Canton de Thiais                   | Nicolas Tryzna              |       | LR       |                                                   |
| Canton de Thiais                   | Patricia Korchef-Lambert    |       | LR       | Conseillère municipale de Rungis                  |
| Canton de Villejuif                | Pierre Garzon               |       | PCF      | -                                                 |
| Canton de Villejuif                | Flore Munck                 |       | PCF      | -                                                 |
| Canton de Villeneuve-Saint-Georges | Françoise Lecoufle          |       | LR       | Maire de Limeil-Brévannes                         |
| Canton de Villeneuve-Saint-Georges | Metin Yavuz                 |       | LR       | Conseiller municipal de Valenton                  |
| Canton de Villiers-sur-Marne       | Emmanuel Gilles de La Londe |       | LR       | Maire-adjoint de Bry-sur-Marne                    |
| Canton de Villiers-sur-Marne       | Sabine Patoux               |       | MoDem    | Maire-adjointe du Plessis-Trévise                 |
| Canton de Vincennes                | Dominique Le Bideau         |       | UDI      | Maire-adjointe de Vincennes                       |
| Canton de Vincennes                | Julien Weil                 |       | LR       | Maire-adjoint de Saint-Mandé                      |
| Canton de Vitry-sur-Seine-1        | Corinne Barre               |       | PCF      | -                                                 |
| Canton de Vitry-sur-Seine-1        | Pierre Bell-Lloch           |       | PCF      | Conseiller municipal de Vitry-sur-Seine           |
| Canton de Vitry-sur-Seine-2        | Évelyne Rabardel            |       | PCF      | Conseillère municipale de Vitry-sur-Seine         |
| Canton de Vitry-sur-Seine-2        | Hocine Tmimi                |       | PCF      | Maire-adjoint de Vitry-sur-Seine                  |